# Andrea Accomazzo
Andrea Accomazzo (Domodossola, 27 luglio 1970) è un ingegnere aerospaziale italiano.
È lo Spacecraft Operations Manager della missione ESA Venus Express ed è stato anche a capo della missione Rosetta, che ha portato un lander sul nucleo della cometa 67P/Churiumov-Gerasimenko. La rivista Nature lo ha nominato "scienziato dell'anno" nel 2014.

## Biografia
Andrea Accomazzo nacque a Domodossola, in provincia Verbano-Cusio-Ossola, Piemonte, il 27 luglio 1970. Cresciuto a Masera, frequentò il Liceo scientifico Rosmini di Domodossola per poi studiare nell'Aeronautica Militare Italiana. Si laureò nel 1995 in ingegneria aerospaziale al Politecnico di Milano. 
Dopo aver lavorato alla FIAT Avio, nel 1999 entra nell'ESA.